# Kartbahn

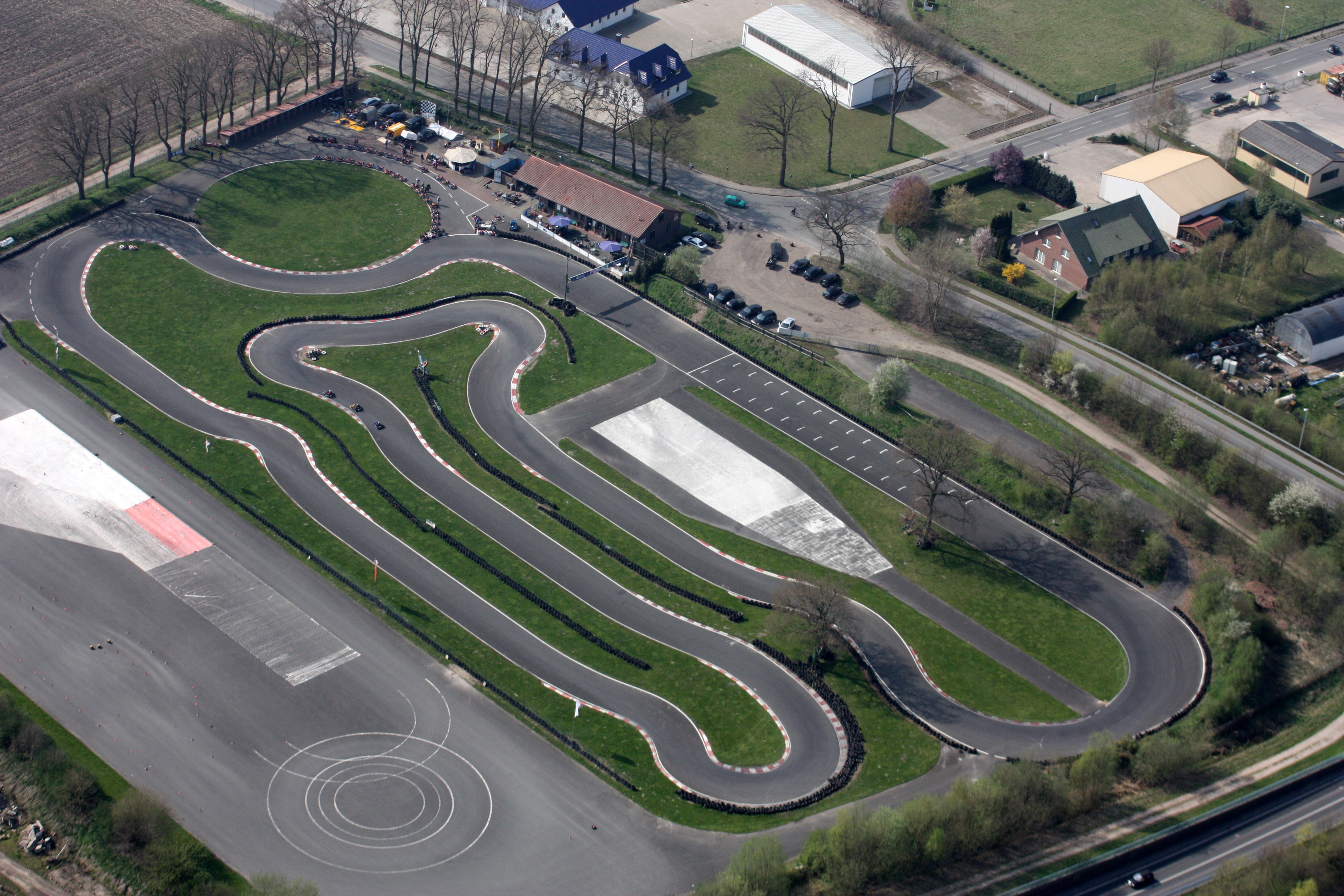
Outdoor-Kartbahn in Bassum

Kartbahnen sind die Motorsport-Rennstrecken im Kartsport. Sie sind im Wesentlichen so aufgebaut wie die Motorsport-Rennstrecken, auf denen Formel-, Sport- und Tourenwagenrennen ausgetragen werden, nur entsprechend kleiner. Sie haben einen Asphaltbelag und verfügen häufig über eine Boxengasse, Tribünen und ein Fahrerlager.

## Typisierung von Kartbahnen

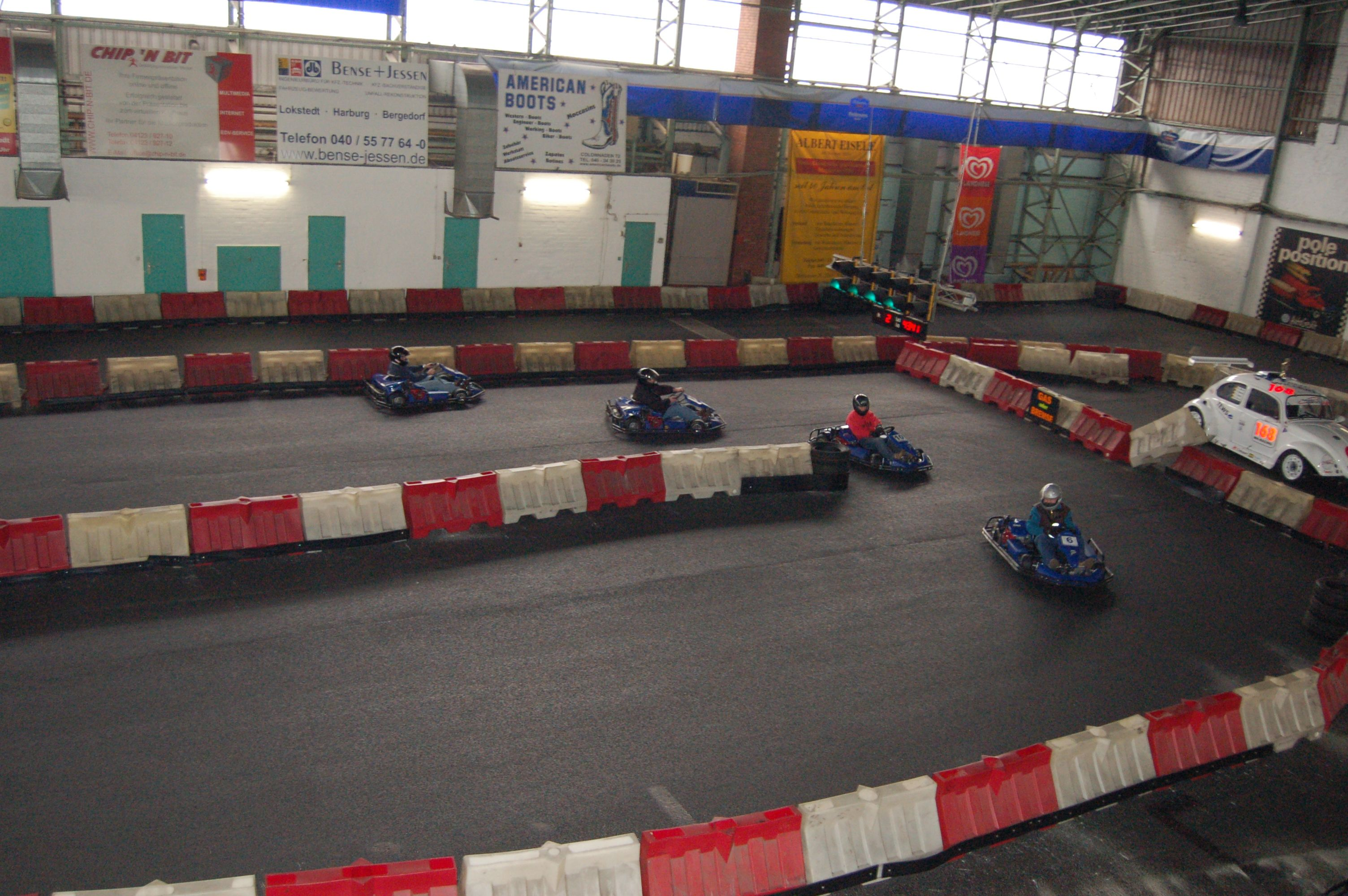
Indoor-Kartbahn bei Hamburg

### Indoor-Kartbahn
Bei diesem Typ ist die Kartstrecke in einem überdachten Gebäude, meist einer ausgedienten Fabrik- oder Lagerhalle, untergebracht. Indoor-Kartbahnen sind vorrangig für Hobbyfahrer und Leihkartfahrer konzipiert.

### Outdoor-Kartbahn

#### Shortcircuit-Kartbahn

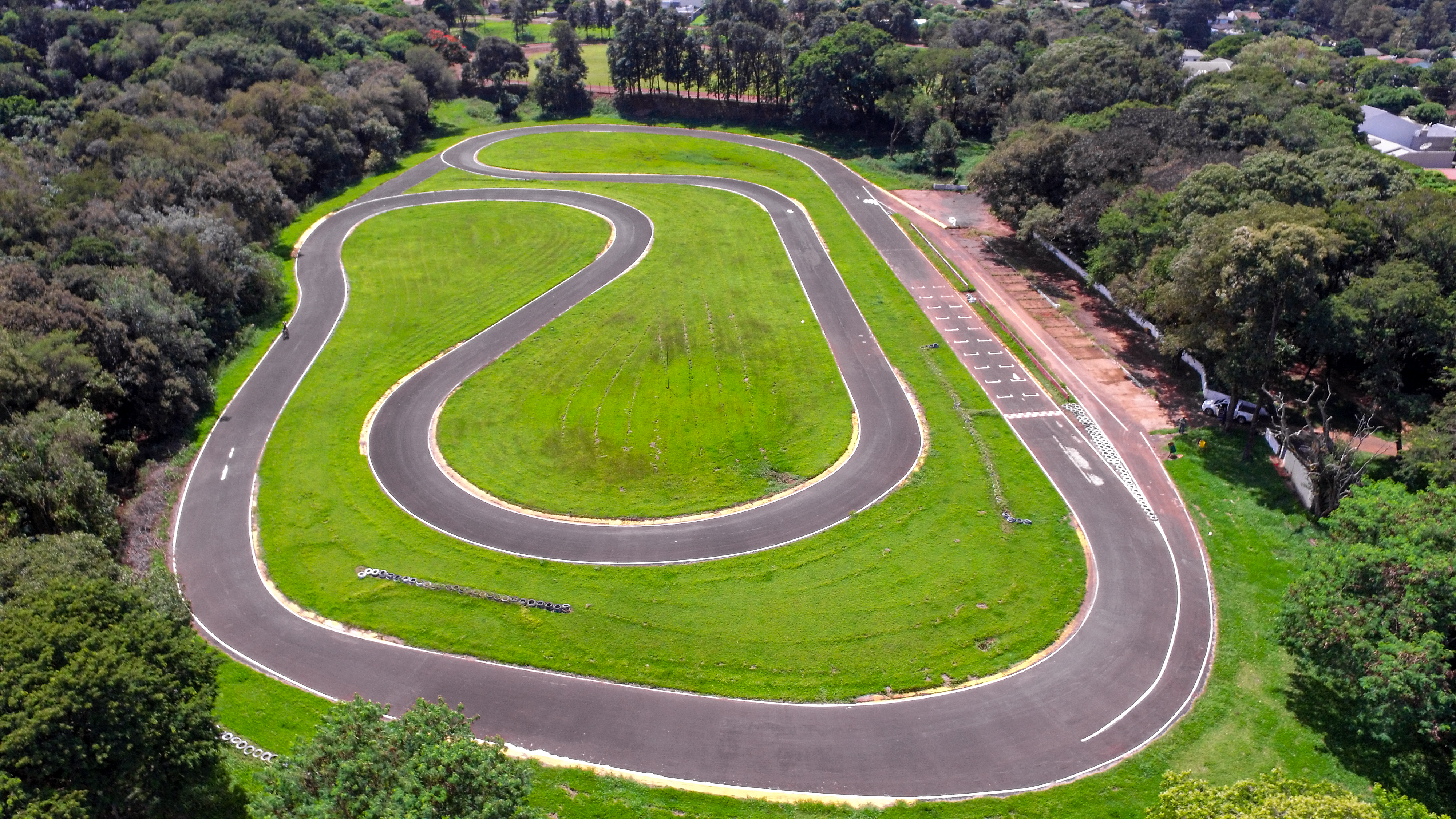
Kartodromo Ayrton Senna in Guaíra (Paraná)

Dies ist der verbreitetste Typ einer Kartstrecke. Obwohl für Shorttracks keine Längen spezifiziert sind, weisen sie meist Längen zwischen 500 m und 1500 m auf.

#### Longcircuit-Kartstrecke
Darunter wird eine Rennstrecke verstanden, die eine reguläre Einstufung nach FIA-Grad 1–4 besitzt, auf der jedoch auch Wettbewerbe mit Karts erlaubt sind.

#### Temporäre Kartstrecke
Für einmal im Jahr stattfindende Events werden zuweilen auch spezielle Stadtkurse oder Strecken auf Freigeländen – etwa Parkplätzen – angelegt.

## Homologation

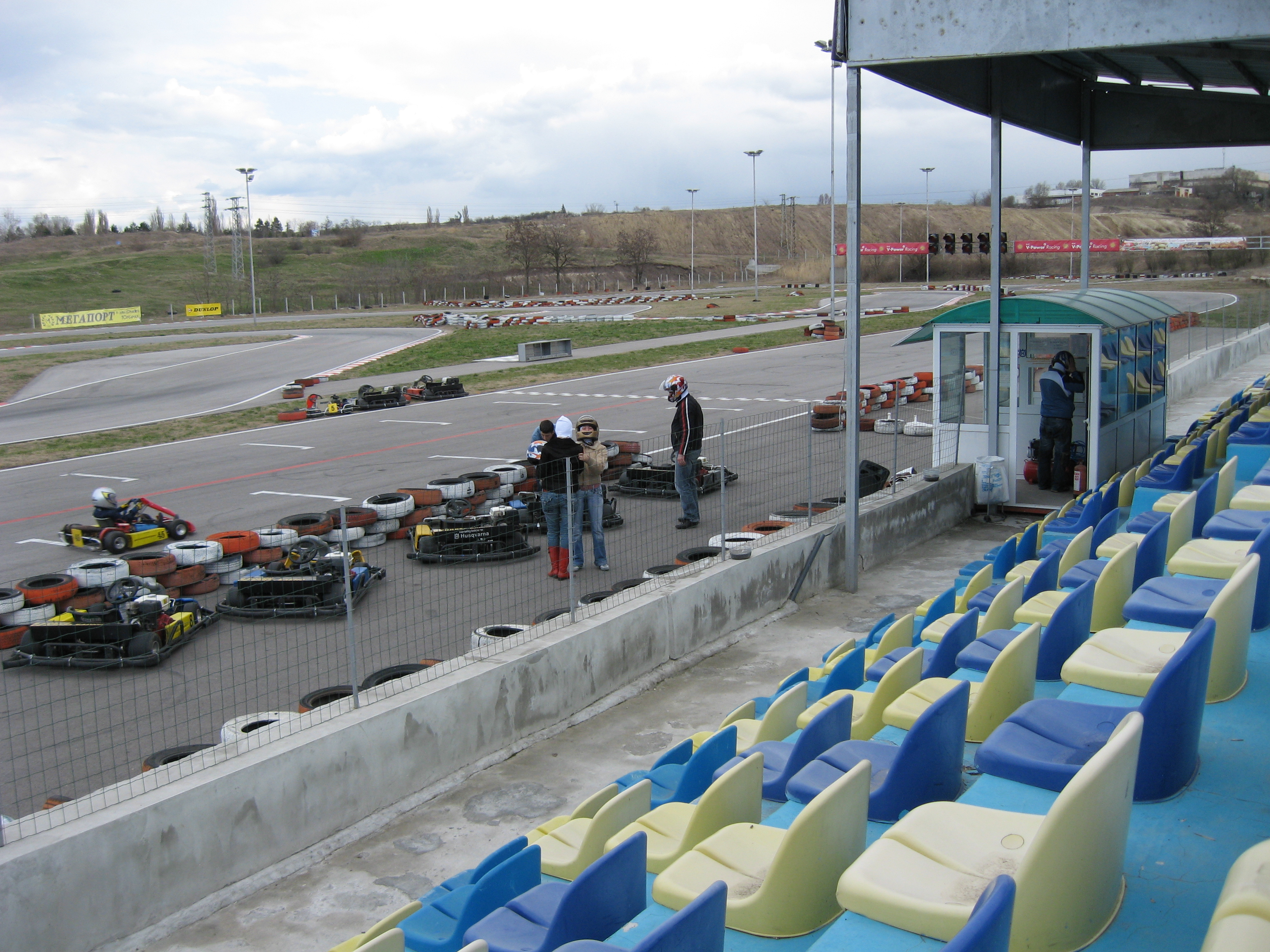
Kartstrecke in Haskowo, Bulgarien

Kartrennen werden ausschließlich auf Outdoor-Kartbahnen ausgetragen, da nur dort die Sicherheitsauflagen zu erfüllen sind. Für die Ausrichtung internationaler Wettbewerbe muss die Bahn zuvor durch eine Kommission der FIA-CIK unter Beteiligung des betreffenden nationalen Motorsport-Verbands nach einem festgelegten Kriterienkatalog homologiert werden. Für die Austragung von nationalen Rennen in Deutschland muss die Bahn zuvor vom Deutschen Motor Sport Bund (DMSB) abgenommen werden. In Österreich erfolgt die Abnahme durch die Oberste Nationale Sportkommission für den Kraftfahrsport (OSK).

## Anforderungen
Für die Homologation zu einem internationalen Wettbewerb muss die Bahn eine Mindestlänge von 800 m aufweisen. Die Maximallänge beträgt 1700 m für Karts ohne Schaltgetriebe und 2500 m für Getriebekarts. Die Streckenbreite muss zwischen 7 und 12 m betragen. Die Start-Ziel Gerade muss eine Mindestlänge von 100 m aufweisen. Steigungen bzw. Gefälle dürfen einen Wert von 5 Grad nicht überschreiten. Kurven dürfen maximal um 10 Grad geneigt sein.

## Wissenswertes
In Deutschland gab es Anfang 2012 ca. 210 Kartbahnen.